# KAB–500

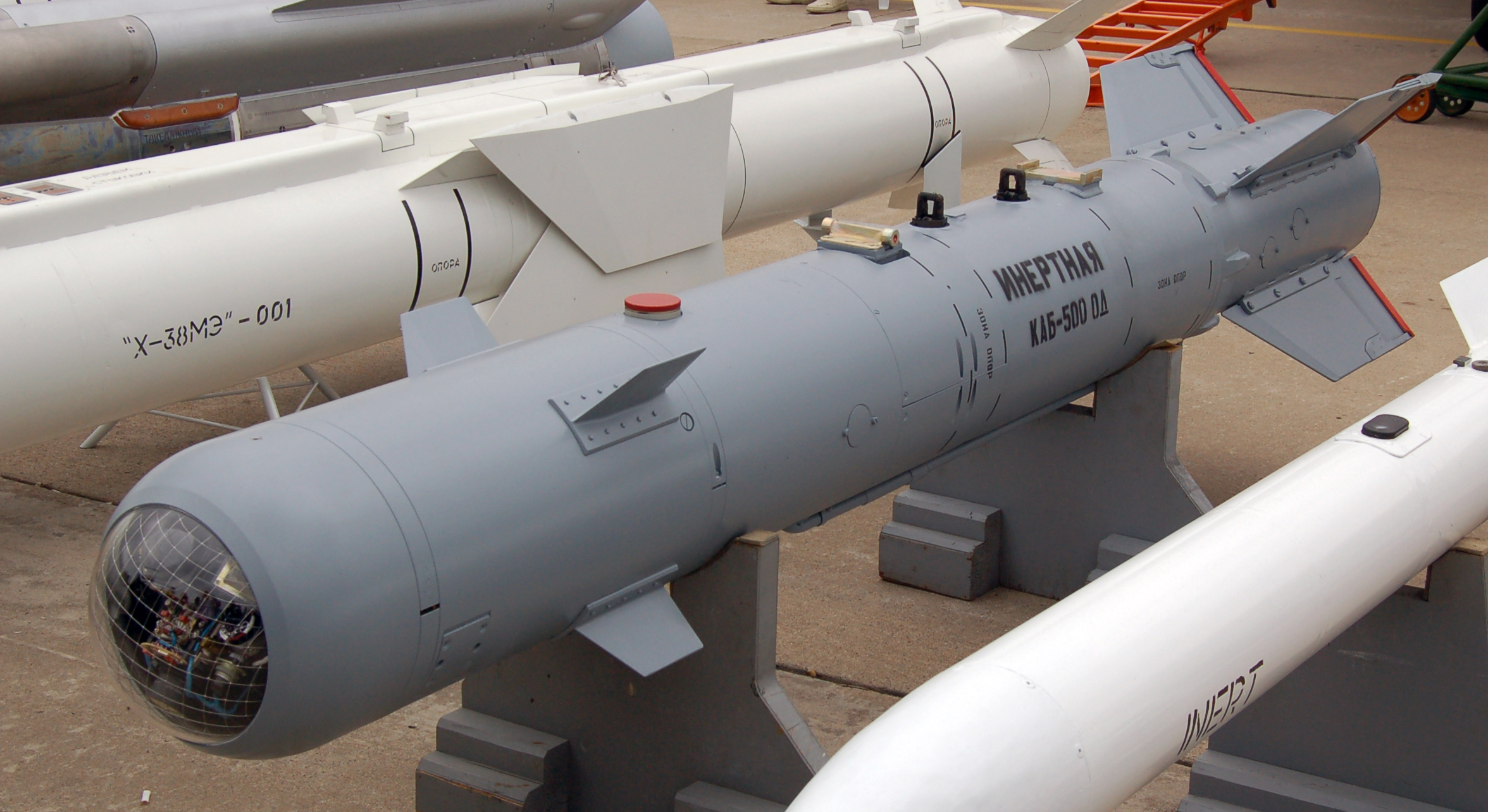
KAB–500OD légibomba

A KAB–500 (oroszul: КАБ – Корректируемая авиационная бомба [Korrektyirujemaja aviacionnaja bomba]) szovjet, majd orosz gyártmányú 500 kg-os irányítható légibomba-család, mely több, egymástól eltérő működési elvű, hatású és irányítási módú légibombát foglal magában. A FAB–500 rombolóbomba bombatestén alapulnak. A KAB–500 típusjelet eredetileg a ma KAB–500L jelzést viselő lézerirányítású bombára használták.

## Típusváltozatok
- KAB–500L – lézerirányítású légibomba
- KAB–500LK – lézerirányítású kazettás légibomba
- KAB–500Kr – televíziós irányítású betonroboló bomba
- KAB–500–OD – televíziós irányítású termobarikus bomba (vákuumbomba), kialakítása megegyezik a KAB–500Kr légibombáéval
- KAB–500PL – az Il–38 haditengerészeti repülőgépen rendszeresített légibomba
- KAB–500R – infravörös önirányító berendezéssel felszerelt légibomba
- KAB–500SZ – a GLONASZSZ globális helymeghatározó rendszer adatait használó irányított légibomba